# أندي لويس (موسيقي)
أندي لويس (بالإنجليزية: Andy Lewis)‏ هو موسيقي أسترالي، ولد في 16 يونيو 1966، وتوفي في 12 فبراير 2000.

## وصلات خارجية
- أندي لويس على موقع ميوزك برينز (الإنجليزية)
- أندي لويس على موقع ديسكوغز (الإنجليزية)